# Lagarosiphon steudneri
Lagarosiphon steudneri là một loài thực vật có hoa trong họ Hydrocharitaceae. Loài này được Casp. mô tả khoa học đầu tiên năm 1867.